# 證言 (沃爾科夫)
《證言》（英語：Testimony，羅馬化：Svidetel'stvo）是所罗门·沃尔科夫的傳記性著作，出版於1979年10月。作者宣稱根據德米特里·肖斯塔科维奇的口述資料寫作了此書，然而，書中蕭氏對當代蘇聯作曲家的批評，以及對於蘇聯政權本身的態度，引起了大眾的注意與討論，此書的真實性也飽受質疑。

## 寫作歷程
沃爾科夫表示，《證言》一書的取材源於1971–74年間，與蕭士塔科维契之間的一系列會談紀錄。沃氏將每一次的談話予以整理，並在兩人下一次會面時重點呈現給蕭士塔科维契過目。

## 譯本
由叶琼芳翻译的简体中文译本，最早于1981年由外文出版局编译参考编辑部内部发行，题为“肖斯塔科维奇回忆录”；后于1998年由花城出版社出版，题为“见证”（ISBN 7-5360-2369-3）；又于2015年由作家出版社再版，题为“见证：肖斯塔科维奇回忆录”（ISBN 978-7-5063-8272-4）。

## 爭議
此書的手稿一直沒有公諸於世，學者及相關領域的專家也因此無法對內容進行嚴謹的檢驗。1990年代末，原先藏於瑞士銀行的手稿被售予一位匿名收藏家，遠離了大眾視線。此外，此書陸續被譯為卅餘種語言，在各國間流通，但唯獨始終沒有俄語（作者、受訪者的母語）版本，亦是耐人尋味之處。2009年，一群匿名的俄語譯者將此書的英語版本翻譯為俄語，並公開在網際網路上。

### 代表性不足
蕭氏遺孀伊利娜（Irina Supinskaya，1962年-1975年）認為，在其夫病重的這段時間內，與沃氏僅僅三至四次的會面，並不足以授予對方如此大的代表性，也沒有空間提供大量的寫作材料。她亦認為，考量蕭氏當時的身體狀況，兩人應不至於有其他秘密的會面。不過，蕭氏之子馬克辛（蕭氏第一段婚姻所生）對此持不同看法，在蘇聯已告瓦解的1991年，他證實了父親當年「與一位來自列寧格勒的年輕人會面」，並表示自己是《證言》及沃氏的堅定支持者。迄今，類似的爭論在蕭氏身邊的家人、友人間莫衷一是，外界也未有定論。除了馬克辛之外，尚有音樂評論家列夫·列别金斯基（Lev Lebedinsky）、女婿马克西姆·李维诺夫（Maxim Litvinov）、大提琴家姆斯季斯拉夫·罗斯特罗波维奇（Mstislav Rostropovich）等人表態支持本書。

### 參照
1. ↑  Ho, Allan B. Feofanov, Dmitry , 编. . Toccata Press. 1998: 50. ISBN 0-907689-56-6.
2. ↑  Ho, Allan B. Feofanov, Dmitry , 编. . Toccata Press. 1998: 114. ISBN 0-907689-56-6.
3. ↑  Novyi mir [New World], 3 (1990), 267.
4. ↑  Sovietskaia muzyka [Soviet Music], 5 (1991), 31-32.

## 延伸閱讀
- Brown, Malcolm Hamrick (ed.): A Shostakovich Casebook. Indiana University Press 2004. ISBN 0-253-34364-X
- Fay, Laurel: Shostakovich versus Volkov: Whose Testimony? – The Russian Review, Vol. 39 No. 4 (October 1980), pp. 484–493.
- Ho, Allan B. and Feofanov, Dmitry (ed.): Shostakovich Reconsidered. Toccata Press 1998. ISBN 0-907689-56-6
- Ho, Allan B. and Feofanov, Dmitry (ed.): The Shostakovich Wars. 2011. PDF （页面存档备份，存于）
- Litvinova, Flora: "Vspominaya Shostakovicha" [Remembering Shostakovich]. In Znamya (The Banner), December 1996, pp. 156–177. (In Russian.)
- MacDonald, Ian: The New Shostakovich. Pimlico (2006). ISBN 1-84595-064-X
- Volkov, Solomon: Shostakovich and Stalin: The Extraordinary Relationship Between the Great Composer and the Brutal Dictator. Knopf 2004. ISBN 0-375-41082-1